# Visor (fotografia)

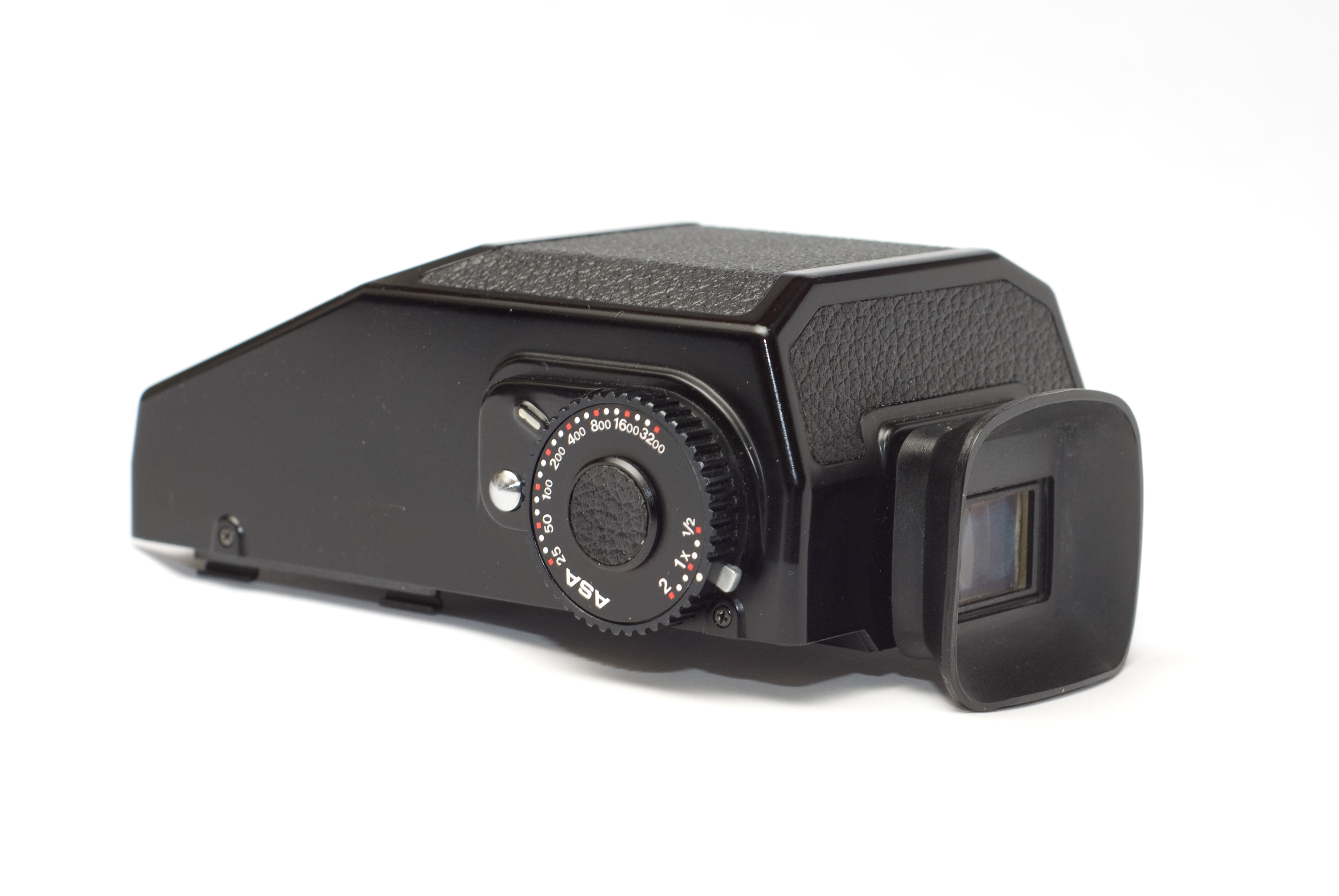
Un visor per càmeres Bronica de format mig de la sèrie ETR. El selector és utilitzat per configurar l'exposímetre incorporat.

En fotografia, el visor és el sistema òptic que permet enquadrar el camp visual que es pretén abastar en la imatge. És a dir, el visor és la finestreta, pantalla o marc incorporat a la càmera o subjectat a ella que el fotògraf utilitzar per visualitzar, exacte o aproximadament, la relació motiu/entorn que abasta l'objectiu.
El visor és una de les parts més importants de qualsevol càmera, ja que estableix el mode de cada fotògraf d'enquadrar i compondre cada fotografia. Moltes càmeres digitals posseeixen dos visors. Un és de cristall tradicional que sol estar situat sobre l'objectiu en la part posterior de la càmera i l'altre és una petita pantalla de cristall líquid a través de la qual es pot tenir una visió en directe de l'escena situada davant l'objectiu.

## Tipus de visor
Existeixen diferents tipus de visor, entre ells:
1. Visor de marc: es tracta d'un orifici o marc rectangular generalment. Permet veure el motiu, però no hi ha un mirall que proporcioni una visió més aproximada, ni, per descomptat, es veu la imatge real que capta l'objectiu, sent exempt d'introduir cert error de paral·laxi.
2. Visor de pantalla: placa de cristall esmerilat situat en el suport de la càmera. L'inconvenient és que la imatge apareix invertida. L'avantatge, que no ofereix error de paral·laxi.
3. Visor òptic o directe: tot i que introdueix una lent o miralls per permetre millor visualització prèvia, aquesta no es dur a terme a través de l'objectiu, per això comporta error de paral·laxi.
4. Visor rèflex: la llum viatja a través de l'objectiu incidint en un primer mirall, aquest la trasllada a un penta-prisma, que porta la imatge al visor (situat a la part posterior de la càmera i sobre de l'objectiu). Hi ha dos inconvenients mínims: les vibracions que produeix aquest primer mirall en desplaçar-se per deixar passar la llum (i que impressioni la pel·lícula) i que, en el moment de fer la fotografia, pel visor no es veu el resultat final, degut a no arribar-li la informació (la llum no incideix en el primer mirall).
5. Visor electrònic: funciona com a substitut del visor òptic en algunes càmeres digitals. Les càmeres digitals modernes incorporen una pantalla de cristall líquid en el suport.[4]